# Kasteel van Besoijen
Kasteel Van Besoyen was een kasteel dat de zetel was van de heren van Besoyen. Het was gelegen op de hoek Kasteellaan/Van Assendelftstraat in Besoijen ter hoogte van de waterpartij aldaar.

## Gebouw
Het kasteel werd vóór 1392 gebouwd en werd waarschijnlijk verwoest in 1586, toen het leger van prins Maurits heel Besoijen in puin legde. In 1648 werd het in ieder geval als verbrand aangeduid en in 1718 waren er nog aanzienlijke ruïnes te bespeuren.
In 1975 kwamen er bij beschoeiingswerkzaamheden aan de waterpartij een aantal bakstenen tevoorschijn. In 1983 werd de waterpartij drooggelegd wegens schoonmaakwerkzaamheden en toen kwamen enkele stukken metselwerk aan het licht. Ook houtresten en 14e-eeuws aardewerk werden gevonden.
Wellicht zal nog nader onderzoek worden uitgevoerd om de contouren van het kasteel te achterhalen, terwijl er ook plannen bestaan om een deel van de fundamenten op te metselen en zichtbaar te maken voor bezoekers.

## Bezitsgeschiedenis
Mogelijk werd het kasteel gebouwd door Willem van Duivenvoorde. Het was een bastaardbroer van de stichter van het geslacht Van der Lek, en dezen kregen het kasteel in bezit. Jan van der Lek stond het goed in leen af aan Willem van Besoyen. Diens dochter Catharina huwde met Jan van Dongen, die het uiteindelijk zou erven, maar beide echtelieden overleden eerder dan Jan van der Lek. Uiteindelijk kreeg Willems kleindochter, Beatrijs van Dongen, in 1447 het goed in leen van Jan IV van Nassau. Kleinzoon van Beatrijs was Gerrit van Assendelft en deze kreeg het goed in 1534 in leen van Hendrik van Nassau, ten behoeve van zijn broer Dirk van Assendelft. In 1654 kwam het goed in bezit van Adriana van Schagen en in 1657 aan Wilhelm Vincent van Wittenhorst.